# Philadelphus serpyllifolius
Philadelphus serpyllifolius là một loài thực vật có hoa trong họ Tú cầu. Loài này được A. Gray miêu tả khoa học đầu tiên năm 1852.